# Маяк Вороновский
Маяк Вороновский — деревня в Мезенском районе Архангельской области. Входит в состав Койденского сельского поселения.

## География
Деревня расположена на мысу Воронов к западу от озера Вороновское в северной части области на расстоянии примерно в 125 км по прямой к северо-западу от районного центра Мезени.
Часовой пояс
Деревня Маяк Вороновский как и вся Архангельская область, находится в часовой зоне МСК (московское время). Смещение применяемого времени относительно UTC составляет +3:00.

## Население
| 2002 | 2010 | 2012 |
| ---- | ---- | ---- |
| 4    | ↘0   | →0   |

Национальный состав
Согласно результатам переписи 2002 года, в национальной структуре населения русские составляли 67 % и украинцы 33 % из 3 чел..